# Гіллінгдон (боро)
Гі́ллінгдон (англ. London Borough of Hillingdon) — боро на півночі Лондона.

## Географія

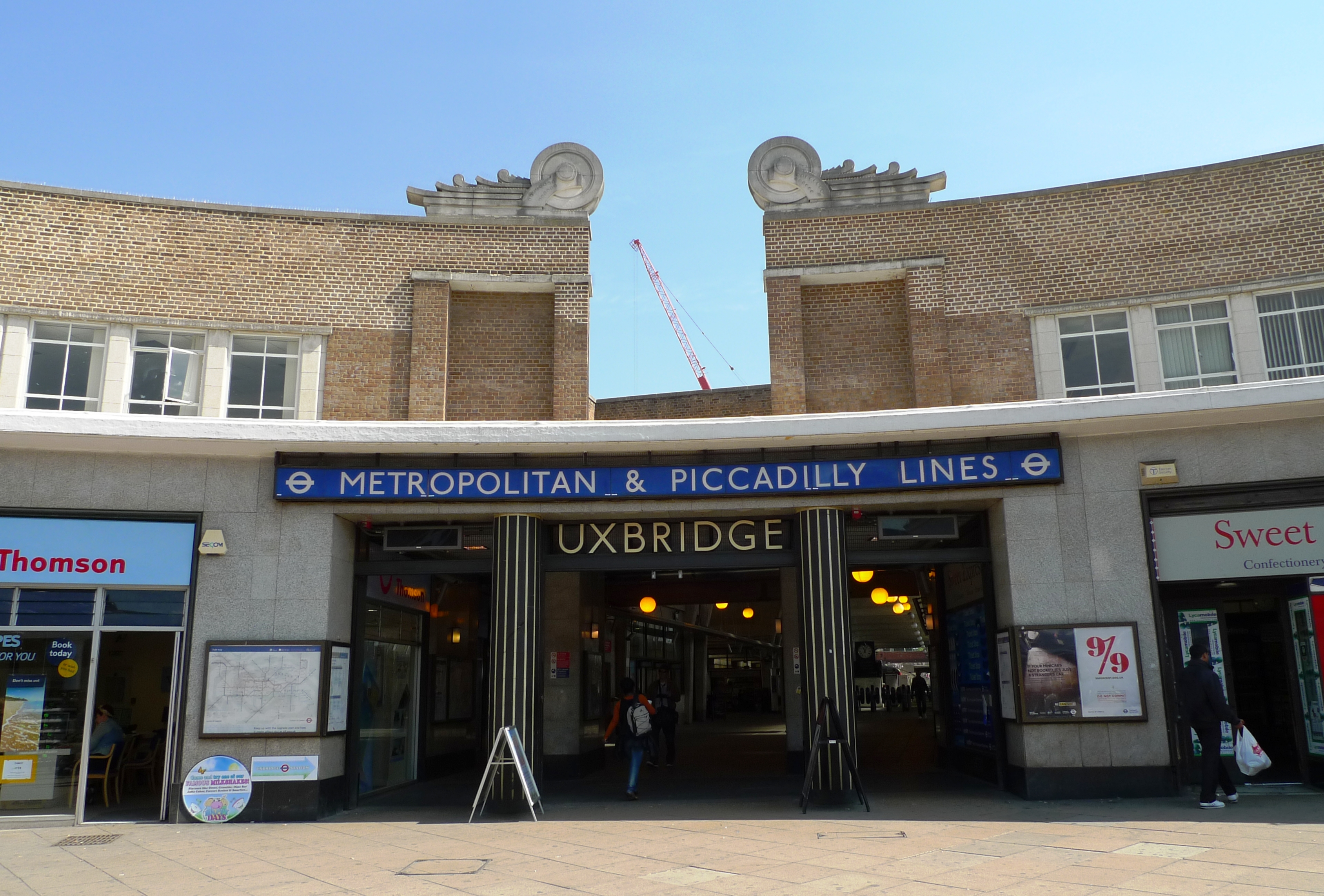
Станція метро Аксбриджа

Боро межує з Герроу на північному сході, Ілінгом на сході та Гаунслоу на південному сході.

## Округи
- Аксбридж
- Вуд Енд Грін
- Істкоут
- Істкоут Вілидж
- Гарефілд
- Гарефілд Грув
- Гарлінгтон
- Гармондзворт
- Геєс
- Геєс Таун
- Гіл Енд
- Гіллінгдон
- Гіллінгтон Гет
- Єдінг (також входить до Ілінга)
- Західний Дрейтон
- Ікінгем
- Ївзлі
- Колгем Грін
- Каулі
- Каулі Пічі
- Лонгфорд
- Ньюєарз Грін
- Північний Гіллінгдон
- Нортвуд
- Нортвуд Гілз
- Південний Гарефілд
- Південний Рісліп
- Рісліп
- Рісліп Коммон
- Рісліп Гарденз
- Рісліп Менор
- Сіпсон